# 577 a.C.

## Eventos
- Arquestrátides, arconte de Atenas.[1]

## Mortes
- Data estimada da morte de Jeremias, exilado no Egito.[2]